# Ů
Ů, Ůů (cz. u s kroužkem) – litera alfabetu łacińskiego będąca w języku czeskim czymś w rodzaju odpowiednika polskiego ó (o z kreską), jednak w przeciwieństwie do polskiego /u/ wydaje ona dźwięk /uː/. W śląskim literą <ů> oznaczamy dźwięk pośredni pomiędzy /o/ a /u/, odpowiadający pierwotnej wymowie polskiego <ó>. W czeskim pierwotnie odpowiadał dwugłosce /uo/.